# Ulrich Maier (Politiker)
Ulrich Maier (* 12. November 1943 in Stuttgart) ist ein deutscher Kommunalpolitiker.

## Leben
Nach der Schulzeit absolvierte er von 1961 bis 1966 eine Ausbildung für den gehobenen Verwaltungsdienst. Danach arbeitete Ulrich Maier als Fachbeamter für das Finanzwesen (Kämmerer) in der Gemeinde Großaspach und als persönlicher Mitarbeiter des Finanzbürgermeisters der Stadt Backnang. 1969 wurde er im Alter von 25 Jahren zum Bürgermeister der Gemeinde Calmbach gewählt. Nach der Fusion von Bad Wildbad und Calmbach wurde er ab 1974 Bürgermeister der Stadt Bad Wildbad. Dieses Amt hatte er bis 1990 inne. Ab 1991 arbeitete er im Rahmen des „Expertenservices Sachsen II“ in der Beratung sächsischer Kommunen und gründete im Oktober 1991 ein Kommualberatungsunternehmen. Dieses Unternehmen betrieb er bis 2013. Daneben war er freiberuflich als Kommunal- und Wirtschaftsberater tätig.
Von 1970 bis 1994 war er Mitglied des Kreistages Calw sowie von 1970 bis 1991 Vorsitzender der Volkshochschule Oberes Enztal.
Ab 1985 bis 1991 war er für mehrere Jahre Präsident der Forstkammer Baden-Württemberg. Vom 3. Juli 1990 bis zum 25. Juni 1992 war er Präsident des Deutschen Forstwirtschaftsrates.
Er war 1989 maßgeblich an der Entstehung des Balcanto-Festivals Rossini in Wildbad beteiligt und ist Gründungsmitglied der im selben Jahr in Bad Wildbad entstandenen Deutschen Rossini Gesellschaft e.V.
Er war seit 1969 verheiratet mit Renate Maier, geb. Hartmann (1943–2023). Das Paar hat vier Kinder.